# Sandnes Ulf 2020
Questa voce raccoglie le informazioni riguardanti il Sandnes Ulf nelle competizioni ufficiali della stagione 2020.

## Stagione
Il 13 novembre 2019, il Sandnes Ulf ha reso noto d'aver ingaggiato Steffen Landro come allenatore, in vista della nuova stagione; il contratto di Bengt Sæternes sarebbe infatti scaduto al termine dell'annata.
A causa della pandemia di COVID-19, il 12 marzo 2020 è stato reso noto che la Norges Fotballforbund aveva inizialmente rinviato l'inizio dell'attività calcistica al 15 aprile. A seguito della decisione del ministero della cultura di vietare la ripresa delle attività fino al 15 giugno, i calendari del campionato sono stati ancora rimodulati. Il 19 maggio, il ministro della cultura Abid Raja ha confermato che la 1. divisjon sarebbe ricominciata la prima settimana di luglio. Il 12 giugno, Raja ha reso noto che sarebbe stata permessa una capienza massima di 200 spettatori. Dal 30 settembre, la capienza è stata aumentata a 600 spettatori, negli impianti dove potesse essere garantita la distanza interpersonale.
Il 10 settembre 2020, la Norges Fotballforbund – dopo diversi rinvii – ha dovuto annullare l'edizione stagionale del Norgesmesterskapet, a causa dell'impossibilità di disputare tutte le partite previste a causa della condensazione del calendario del campionato. Anche il calciomercato è stato organizzato quindi diversamente, con una sessione estiva e una autunnale.
Il Sandnes Ulf ha chiuso la stagione al 7º posto. Kent Håvard Eriksen è stato il calciatore più utilizzato in stagione a quota 30 presenze. Lo stesso Eriksen e Magnus Retsius Grødem sono stati i migliori marcatori, entrambi a quota 14 reti.

## Maglie e sponsor
Lo sponsor tecnico per la stagione 2020 è stato Macron, mentre lo sponsor ufficiale è stato Hjerte for Sandnes. La divisa casalinga è composta da una maglietta a strisce verticali di colore celeste e bianco, pantaloncini bianchi con rifiniture celesti e calzettoni celesti. Quella da trasferta era invece composta da una completo granata con inserti celesti.
| Casa | Trasferta |

## Rosa
| N. |                      | Ruolo | Calciatore            |
| -- | -------------------- | ----- | --------------------- |
| 1  | Norvegia (bandiera)  | P     | Pål Vestly Heigre     |
| 2  | Norvegia (bandiera)  | D     | Espen Hammer Berger   |
| 3  | Fær Øer (bandiera)   | C     | Ári Jónsson           |
| 4  | Norvegia (bandiera)  | D     | Kevin Jablinski       |
| 5  | Norvegia (bandiera)  | D     | Christer Hansen       |
| 6  | Norvegia (bandiera)  | C     | Christian Landu Landu |
| 7  | Norvegia (bandiera)  | C     | Mads Sande            |
| 7  | Spagna (bandiera)    | C     | Simón Colina          |
| 8  | Norvegia (bandiera)  | C     | Magnus Retsius Grødem |
| 9  | Norvegia (bandiera)  | A     | Jostein Ekeland       |
| 10 | Danimarca (bandiera) | A     | Sanel Kapidžić        |
| 11 | Svezia (bandiera)    | C     | Alexander Johansson   |
| 11 | Norvegia (bandiera)  | C     | Horenus Tadesse       |
| 12 | Norvegia (bandiera)  | P     | Markus Vassøy Nilsen  |
| 14 | Norvegia (bandiera)  | C     | Adnan Hadzic          |
| 15 | Norvegia (bandiera)  | A     | Matteo Vallotto       |

| N. |                                 | Ruolo | Calciatore                  |
| -- | ------------------------------- | ----- | --------------------------- |
| 16 | Nigeria (bandiera)              | A     | Maxwell Effiom              |
| 18 | Norvegia (bandiera)             | C     | Chris Sleveland             |
| 18 | Norvegia (bandiera)             | C     | Kaloyan Kostadinov          |
| 19 | Norvegia (bandiera)             | A     | Johannes Andres Nunez Godoy |
| 20 | Norvegia (bandiera)             | C     | Adrian Berntsen             |
| 21 | Norvegia (bandiera)             | C     | André Sødlund               |
| 22 | Bosnia ed Erzegovina (bandiera) | D     | Jasmin Bogdanović           |
| 23 | Norvegia (bandiera)             | D     | Tord Johnsen Salte          |
| 25 | Norvegia (bandiera)             | A     | Sander Ringberg             |
| 26 | Norvegia (bandiera)             | A     | Artan Memedov               |
| 30 | Norvegia (bandiera)             | A     | Kent Håvard Eriksen         |
| 31 | Norvegia (bandiera)             | P     | Aslak Falch                 |
| 32 | Danimarca (bandiera)            | D     | Claes Kronberg              |
| 40 | Norvegia (bandiera)             | P     | Sander Lønning              |
| –– | Finlandia (bandiera)            | C     | Johannes Laaksonen          |

## Calciomercato

### Sessione invernale(dal 09/01 al 01/04)
| Arrivi           | Arrivi                      | Arrivi     | Arrivi        |
| R.               | Nome                        | da         | Modalità      |
| ---------------- | --------------------------- | ---------- | ------------- |
| D                | Espen Hammer Berger         | Start      | definitivo    |
| D                | Kevin Jablinski             |            | svincolato    |
| D                | Tord Johnsen Salte          | Viking     | prestito      |
| C                | Kaloyan Kostadinov          | Stabæk     | prestito      |
| C                | Andre Sødlund               | Odd        | definitivo    |
| A                | Jostein Ekeland             |            | svincolato    |
| A                | Johannes Andres Nunez Godoy | Skeid      | definitivo    |
| A                | Sander Ringberg             | Tromsdalen | definitivo    |
| Altre operazioni |                             |            |               |
| R.               | Nome                        | da         | Modalità      |
| D                | Herman Kleppa               | Egersund   | fine prestito |

| Partenze         | Partenze            | Partenze | Partenze   |
| R.               | Nome                | a        | Modalità   |
| ---------------- | ------------------- | -------- | ---------- |
| P                | Saku-Pekka Sahlgren |          | svincolato |
| D                | Akinsola Akinyemi   |          | svincolato |
| D                | Daniel Edvardsen    |          | svincolato |
| D                | Tapio Heikkilä      |          | svincolato |
| D                | Bjørnar Holmvik     |          | svincolato |
| D                | Herman Kleppa       | Egersund | definitivo |
| D                | Axel Kryger         |          | svincolato |
| A                | Kachi               |          | svincolato |
| Altre operazioni |                     |          |            |
| R.               | Nome                | da       | Modalità   |
| C                | Kaloyan Kostadinov  | Stabæk   | definitivo |

### Sessione estiva(dal 10/06 al 30/06)
| Arrivi | Arrivi                | Arrivi          | Arrivi   |
| R.     | Nome                  | da              | Modalità |
| ------ | --------------------- | --------------- | -------- |
| C      | Magnus Retsius Grødem | Vejle           | prestito |
| C      | Horenus Tadesse       | Kristiansund BK | prestito |

| Partenze | Partenze | Partenze | Partenze |
| R.       | Nome     | a        | Modalità |
| -------- | -------- | -------- | -------- |

### Tra la sessione estiva e la sessione autunnale
| Arrivi | Arrivi       | Arrivi | Arrivi   |
| R.     | Nome         | da     | Modalità |
| ------ | ------------ | ------ | -------- |
| C      | Adnan Hadzic | Start  | prestito |

| Partenze | Partenze           | Partenze | Partenze   |
| R.       | Nome               | a        | Modalità   |
| -------- | ------------------ | -------- | ---------- |
| C        | Johannes Laaksonen |          | svincolato |
| A        | Sanel Kapidžić     |          | svincolato |
| A        | Matteo Vallotto    | Levanger | prestito   |

### Sessione autunnale(dall'08/09 al 05/10)
| Arrivi | Arrivi              | Arrivi       | Arrivi        |
| R.     | Nome                | da           | Modalità      |
| ------ | ------------------- | ------------ | ------------- |
| P      | Aslak Falch         | Sarpsborg 08 | definitivo    |
| C      | Alexander Johansson | Varberg      | prestito      |
| C      | Mads Sande          | Haugesund    | prestito      |
| C      | Chris Sleveland     | Egersund     | definitivo    |
| A      | Matteo Vallotto     | Levanger     | fine prestito |

| Partenze | Partenze           | Partenze        | Partenze      |
| R.       | Nome               | a               | Modalità      |
| -------- | ------------------ | --------------- | ------------- |
| D        | Kevin Jablinski    | Øygarden        | prestito      |
| C        | Simón Colina       | Kvik Halden     | definitivo    |
| C        | Kaloyan Kostadinov | Stabæk          | fine prestito |
| C        | Horenus Tadesse    | Kristiansund BK | fine prestito |

## Risultati

### 1. divisjon

#### Girone di andata
| Arbitro: | Higraff |

|                                                            |           |                                      |
| Jónsson 24’ Retsius Grødem 48’, 52’ van der Spa 86’ (aut.) | Marcatori | 12’, 34’ Michael 84’ (rig.) Haugsdal |

| Arbitro: | Moen |

|                      |           |                        |
| Pereira 53’ Aase 67’ | Marcatori | 25’ Effiom 74’ Eriksen |

| Arbitro: | Lien |

|             |           |                   |
| Eriksen 61’ | Marcatori | 72’ Kind Mikalsen |

| Arbitro: | Tennøy |

|  |           |                                 |
|  | Marcatori | 51’ Retsius Grødem 62’ Kapidžić |

| Arbitro: | Sinnes |

|                                |           |            |
| Retsius Grødem 68’ Sødlund 86’ | Marcatori | 16’ Garnås |

| Arbitro: | Koløy |

|                                            |           |  |
| Kaland 29’ T. Naustdal 39’ George 59’, 85’ | Marcatori |  |

| Arbitro: | Huru Kellerhals |

|                                |           |            |
| Retsius Grødem 39’ Eriksen 85’ | Marcatori | 70’ Lundal |

| Arbitro: | H. Røvig Sletner |

|                                                       |           |  |
| Andersen 27’ Kitolano 33’ Berntsen 49’ Sætra 80’, 86’ | Marcatori |  |

| Arbitro: | Tennøy |

|                                                    |           |                    |
| Eriksen 31’ Hummelvoll-Nuñez 42’ Mahnin 48’ (aut.) | Marcatori | 35’ Helland Hoseth |

| Arbitro: | Higraff |

|                                   |           |              |
| Udahl 28’, 31’ Lorentzen 42’, 72’ | Marcatori | 53’ Kapidžić |

| Arbitro: | Sinnes |

|             |           |                                    |
| Eriksen 60’ | Marcatori | 38’ M. Pedersen 80’ Lønstad Onsrud |

| Arbitro: | Koløy |

|                        |           |          |
| Eriksen 23’ Hansen 81’ | Marcatori | 3’ Leine |

| Arbitro: | Lien |

|         |           |                      |
| Aga 53’ | Marcatori | 45’ Hummelvoll-Nuñez |

| Arbitro: | Bodding |

|                    |           |  |
| Retsius Grødem 51’ | Marcatori |  |

| Arbitro: | H. Røvig Sletner |

|                                                                           |           |                                         |
| Lillebo 18’ (rig.) Stokke 28’ Kartum 59’ Fiske 71’ Landu Landu 73’ (aut.) | Marcatori | 3’, 13’, 24’ Retsius Grødem 51’ Eriksen |

#### Girone di ritorno
| Arbitro: | Moen |

|  |           |                                     |
|  | Marcatori | 15’ Kitolano 49’ Azemi 53’ Berntsen |

| Raufoss 25 settembre 2020, ore 18:00 17ª giornata | Raufoss     | 0 – 0 referto | Sandnes Ulf | NAMMO Stadion (200 spett.)\| Arbitro: \| Ekeli Valen \| |
| Arbitro:                                          | Ekeli Valen |               |             |                                                         |

| Arbitro: | Berg |

|              |           |  |
| Y. Moula 75’ | Marcatori |  |

| Arbitro: | Koløy |

|                                          |           |                |
| Retsius Grødem 17’ Eriksen 38’ Sande 55’ | Marcatori | 82’ (rig.) Aga |

| Arbitro: | Sinnes |

|                         |           |  |
| Ebiye 39’ Solbakken 82’ | Marcatori |  |

| Arbitro: | Higraff |

|            |           |               |
| Eriksen 3’ | Marcatori | 32’ Austevoll |

| Arbitro: | H. Røvig Sletner |

|                                                          |           |             |
| Krogstad 13’ Haraldsson 25’ Kairinen 26’ Lehne Olsen 47’ | Marcatori | 16’ Eriksen |

| Arbitro: | Huru Kellerhals |

|                         |           |                       |
| Retsius Grødem 18’, 90’ | Marcatori | 21’ Nordås 49’ Bjørlo |

| Arbitro: | Hagen (Grue) |

|                                           |           |  |
| Ødemarksbakken 18’ Solberg 32’ Nesset 34’ | Marcatori |  |

| Arbitro: | Tennøy |

|                                                  |           |              |
| Ekeland 6’ Retsius Grødem 16’, 90’ Sleveland 36’ | Marcatori | 70’ Bransdal |

| Arbitro: | Berg |

|           |           |             |
| Laham 24’ | Marcatori | 83’ Eriksen |

| Arbitro: | Sinnes |

|                       |           |           |
| Sande 17’ Eriksen 90’ | Marcatori | 49’ Ndour |

| Arbitro: | Ekeli Valen |

|                                         |           |                      |
| Berg Pedersen 61’ Sørensen Nergaard 90’ | Marcatori | 12’ Hummelvoll-Nuñez |

| Arbitro: | S. Røvig Sletner |

|                                              |           |          |
| Eriksen 16’ (rig.), 22’ Hummelvoll-Nuñez 90’ | Marcatori | 43’ Mafi |

| Arbitro: | Hauge |

|           |           |              |
| Sæter 69’ | Marcatori | 57’ Kronberg |

## Statistiche

### Statistiche di squadra
| Competizione | Punti | In casa | In casa | In casa | In casa | In casa | In casa | In trasferta | In trasferta | In trasferta | In trasferta | In trasferta | In trasferta | Totale | Totale | Totale | Totale | Totale | Totale | DR |
| Competizione | Punti | G       | V       | N       | P       | Gf      | Gs      | G            | V            | N            | P            | Gf           | Gs           | G      | V      | N      | P      | Gf     | Gs     | DR |
| ------------ | ----- | ------- | ------- | ------- | ------- | ------- | ------- | ------------ | ------------ | ------------ | ------------ | ------------ | ------------ | ------ | ------ | ------ | ------ | ------ | ------ | -- |
| 1. divisjon  | 41    | 15      | 10      | 3       | 2       | 31      | 20      | 15           | 1            | 5            | 9            | 15           | 35           | 30     | 11     | 8      | 11     | 46     | 55     | -9 |
| Totale       | -     | 15      | 10      | 3       | 2       | 31      | 20      | 15           | 1            | 5            | 9            | 15           | 35           | 30     | 11     | 8      | 11     | 46     | 55     | -9 |

### Andamento in campionato
| Giornata  | 1 | 2 | 3 | 4 | 5 | 6 | 7 | 8 | 9 | 10 | 11 | 12 | 13 | 14 | 15 | 16 | 17 | 18 | 19 | 20 | 21 | 22 | 23 | 24 | 25 | 26 | 27 | 28 | 29 | 30 |
| --------- | - | - | - | - | - | - | - | - | - | -- | -- | -- | -- | -- | -- | -- | -- | -- | -- | -- | -- | -- | -- | -- | -- | -- | -- | -- | -- | -- |
| Luogo     | C | T | C | T | C | T | C | T | C | T  | C  | C  | T  | C  | T  | C  | T  | T  | C  | T  | C  | T  | C  | T  | C  | T  | C  | T  | C  | T  |
| Risultato | V | N | N | V | V | P | V | P | V | P  | P  | V  | N  | V  | P  | P  | N  | P  | V  | P  | N  | P  | N  | P  | V  | N  | V  | P  | V  | N  |
| Posizione | 3 | 5 | 6 | 3 | 3 | 4 | 3 | 4 | 3 | 5  | 6  | 4  | 4  | 4  | 6  | 6  | 7  | 7  | 6  | 6  | 6  | 8  | 10 | 10 | 7  | 7  | 6  | 6  | 6  | 7  |

Fonte:  OBOS-ligaen 2020, su altomfotball.no, Altomfotball.
Legenda:

Luogo: C = Casa; T = Trasferta. Risultato: V = Vittoria; N = Pareggio; P = Sconfitta.

### Statistiche dei giocatori
| Giocatore         | 1. divisjon | 1. divisjon | 1. divisjon | 1. divisjon | Coppa nazionale | Coppa nazionale | Coppa nazionale | Coppa nazionale | Coppe europee | Coppe europee | Coppe europee | Coppe europee | Altre coppe | Altre coppe | Altre coppe | Altre coppe | Totale   | Totale | Totale      | Totale     |
| Giocatore         | Presenze    | Reti        | Ammonizioni | Espulsioni  | Presenze        | Reti            | Ammonizioni     | Espulsioni      | Presenze      | Reti          | Ammonizioni   | Espulsioni    | Presenze    | Reti        | Ammonizioni | Espulsioni  | Presenze | Reti   | Ammonizioni | Espulsioni |
| ----------------- | ----------- | ----------- | ----------- | ----------- | --------------- | --------------- | --------------- | --------------- | ------------- | ------------- | ------------- | ------------- | ----------- | ----------- | ----------- | ----------- | -------- | ------ | ----------- | ---------- |
| A. Berntsen       | 1           | 0           | 0           | 0           |                 |                 |                 |                 |               |               |               |               |             |             |             |             | 1        | 0      | 0           | 0          |
| J. Bogdanović     | 13          | 0           | 0           | 0           |                 |                 |                 |                 |               |               |               |               |             |             |             |             | 13       | 0      | 0           | 0          |
| S. Colina         | 0           | 0           | 0           | 0           |                 |                 |                 |                 |               |               |               |               |             |             |             |             | 0        | 0      | 0           | 0          |
| M. Effiom         | 3           | 1           | 0           | 0           |                 |                 |                 |                 |               |               |               |               |             |             |             |             | 3        | 1      | 0           | 0          |
| J. Ekeland        | 10          | 1           | 0           | 0           |                 |                 |                 |                 |               |               |               |               |             |             |             |             | 10       | 1      | 0           | 0          |
| K. Eriksen        | 30          | 14          | 2           | 0           |                 |                 |                 |                 |               |               |               |               |             |             |             |             | 30       | 14     | 2           | 0          |
| A. Falch          | 15          | -27         | 0           | 0           |                 |                 |                 |                 |               |               |               |               |             |             |             |             | 15       | -27    | 0           | 0          |
| A. Hadzic         | 22          | 0           | 6           | 0           |                 |                 |                 |                 |               |               |               |               |             |             |             |             | 22       | 0      | 6           | 0          |
| E. Hammer Berger  | 29          | 0           | 5           | 0           |                 |                 |                 |                 |               |               |               |               |             |             |             |             | 29       | 0      | 5           | 0          |
| C. Hansen         | 25          | 1           | 4           | 0           |                 |                 |                 |                 |               |               |               |               |             |             |             |             | 25       | 1      | 4           | 0          |
| K. Jablinski      | 11          | 0           | 1           | 0           |                 |                 |                 |                 |               |               |               |               |             |             |             |             | 11       | 0      | 1           | 0          |
| A. Johansson      | 8           | 0           | 0           | 0           |                 |                 |                 |                 |               |               |               |               |             |             |             |             | 8        | 0      | 0           | 0          |
| T. Johnsen Salte  | 28          | 0           | 3           | 0           |                 |                 |                 |                 |               |               |               |               |             |             |             |             | 28       | 0      | 3           | 0          |
| Á. Jónsson        | 27          | 1           | 4           | 0           |                 |                 |                 |                 |               |               |               |               |             |             |             |             | 27       | 1      | 4           | 0          |
| S. Kapidžić       | 11          | 2           | 1           | 0           |                 |                 |                 |                 |               |               |               |               |             |             |             |             | 11       | 2      | 1           | 0          |
| K. Kostadinov     | 0           | 0           | 0           | 0           |                 |                 |                 |                 |               |               |               |               |             |             |             |             | 0        | 0      | 0           | 0          |
| C. Kronberg       | 16          | 1           | 0           | 0           |                 |                 |                 |                 |               |               |               |               |             |             |             |             | 16       | 1      | 0           | 0          |
| J. Laaksonen      | 0           | 0           | 0           | 0           |                 |                 |                 |                 |               |               |               |               |             |             |             |             | 0        | 0      | 0           | 0          |
| C. Landu Landu    | 25          | 1           | 6           | 0           |                 |                 |                 |                 |               |               |               |               |             |             |             |             | 25       | 1      | 6           | 0          |
| S. Lønning        | 1           | 0           | 0           | 0           |                 |                 |                 |                 |               |               |               |               |             |             |             |             | 1        | 0      | 0           | 0          |
| A. Memedov        | 2           | 0           | 0           | 0           |                 |                 |                 |                 |               |               |               |               |             |             |             |             | 2        | 0      | 0           | 0          |
| J. Nunez Godoy    | 25          | 4           | 0           | 0           |                 |                 |                 |                 |               |               |               |               |             |             |             |             | 25       | 4      | 0           | 0          |
| M. Retsius Grødem | 29          | 14          | 5           | 0           |                 |                 |                 |                 |               |               |               |               |             |             |             |             | 29       | 14     | 5           | 0          |
| S. Ringberg       | 23          | 0           | 1           | 0           |                 |                 |                 |                 |               |               |               |               |             |             |             |             | 23       | 0      | 1           | 0          |
| M. Sande          | 14          | 2           | 1           | 0           |                 |                 |                 |                 |               |               |               |               |             |             |             |             | 14       | 2      | 1           | 0          |
| C. Sleveland      | 14          | 1           | 3           | 0           |                 |                 |                 |                 |               |               |               |               |             |             |             |             | 14       | 1      | 3           | 0          |
| A. Sødlund        | 24          | 1           | 1           | 0           |                 |                 |                 |                 |               |               |               |               |             |             |             |             | 24       | 1      | 1           | 0          |
| H. Tadesse        | 12          | 0           | 2           | 0           |                 |                 |                 |                 |               |               |               |               |             |             |             |             | 12       | 0      | 2           | 0          |
| M. Vallotto       | 2           | 0           | 0           | 0           |                 |                 |                 |                 |               |               |               |               |             |             |             |             | 2        | 0      | 0           | 0          |
| M. Vassøy Nilsen  | 0           | 0           | 0           | 0           |                 |                 |                 |                 |               |               |               |               |             |             |             |             | 0        | 0      | 0           | 0          |
| P. Vestly Heigre  | 15          | -28         | 0           | 0           |                 |                 |                 |                 |               |               |               |               |             |             |             |             | 15       | -28    | 0           | 0          |